# Élections territoriales de 1957 en Guinée française

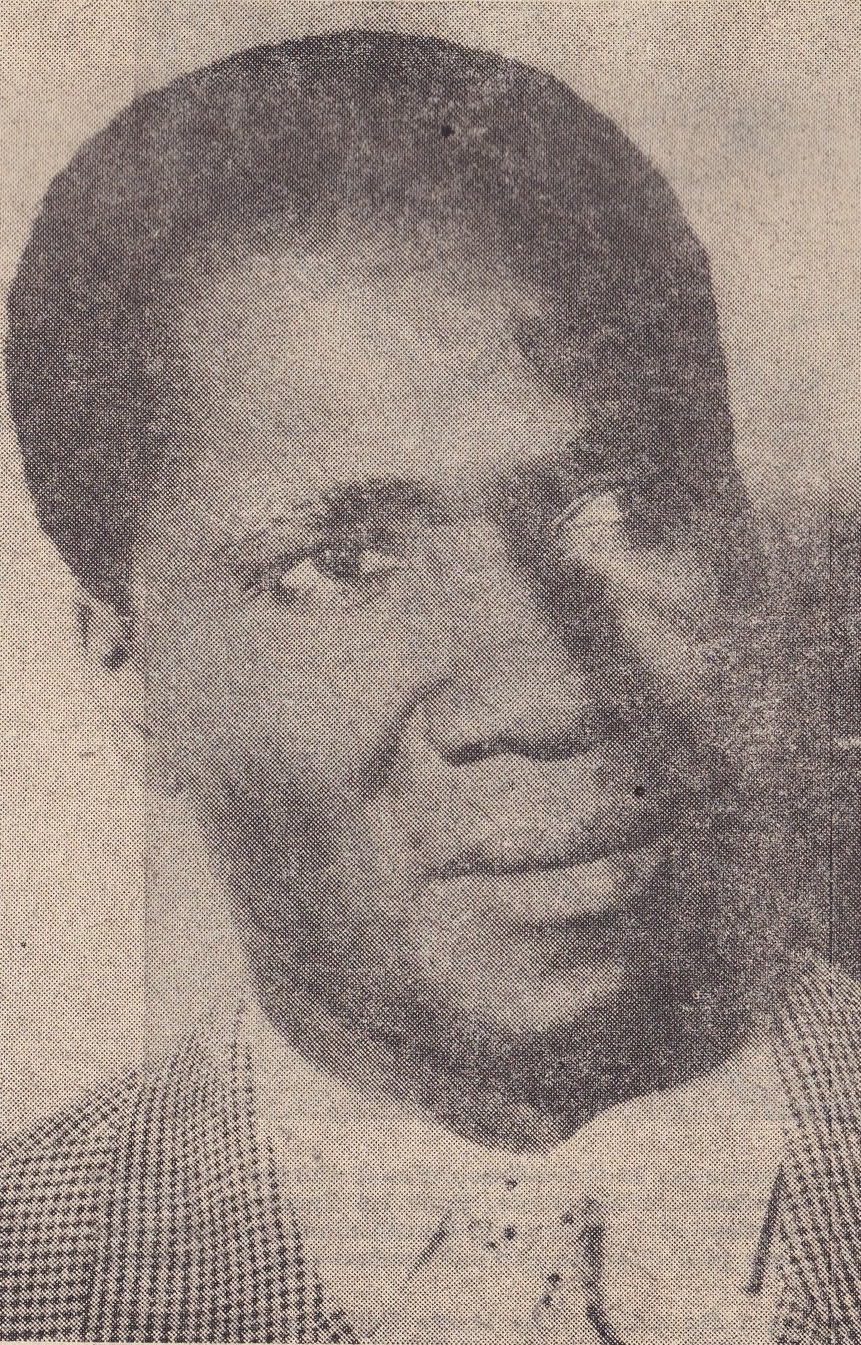
Ahmed Sékou Touré en 1958

Les élections territoriales de 1957 en Guinée française se déroulent le 31 mars 1957 afin de pourvoir les 60 membres de l'Assemblée territoriale de la Guinée française, alors territoire d’outre-mer de l’Union française couvrant le territoire de l'actuel Guinée. Les élections ont lieu pour la première fois au suffrage universel direct par application de la Loi-cadre Defferre.
Les élections voient la victoire du Parti démocratique de Guinée-Rassemblement démocratique africain (PDG-RDA), qui remporte 56 sièges sur 60, suivi de Démocratie Socialiste de Guinée (DSG) avec 3 sièges. Ce résultat permet à Ahmed Sékou Touré de devenir président du conseil et de mener le pays à l'indépendance lors du référendum du 28 septembre de l'année suivante. Il s'agit ainsi des dernières élections organisées sous la tutelle française avant l'indépendance du pays le 2 octobre 1958, ainsi que les dernières à avoir lieu sous le multipartisme jusqu'en 1995, la Guinée devenant dès son indépendance un régime à parti unique sous l'égide du Parti Démocratique de Guinée,.

## Résultats
|                           |                                                                            |           |       |        |  |  |  |  |  |  |  |  |  |  |
| Partis                    | Partis                                                                     | Votes     | %     | Sièges |  |  |  |  |  |  |  |  |  |  |
|                           | Parti démocratique de Guinée-Rassemblement démocratique africain (PDG-RDA) | 584 438   | 77,39 | 56     |  |  |  |  |  |  |  |  |  |  |
|                           | Démocratie socialiste de Guinée (DSG)                                      | 77 643    | 10,28 | 3      |  |  |  |  |  |  |  |  |  |  |
|                           | Bloc africain de Guinée (BAG)                                              | 45 489    | 6,02  | 0      |  |  |  |  |  |  |  |  |  |  |
|                           | Autres partis                                                              | 47 650    | 6,01  | 1      |  |  |  |  |  |  |  |  |  |  |
|                           |                                                                            |           |       |        |  |  |  |  |  |  |  |  |  |  |
| Suffrages exprimés        | Suffrages exprimés                                                         | 755 220   | 98,62 |        |  |  |  |  |  |  |  |  |  |  |
| Votes blancs et invalides | Votes blancs et invalides                                                  | 10 569    | 1,38  |        |  |  |  |  |  |  |  |  |  |  |
| Total                     | Total                                                                      | 765 789   | 100   | 60     |  |  |  |  |  |  |  |  |  |  |
| Abstentions               | Abstentions                                                                | 505 058   | 39,74 |        |  |  |  |  |  |  |  |  |  |  |
| Inscrits / participation  | Inscrits / participation                                                   | 1 270 847 | 60,26 |        |  |  |  |  |  |  |  |  |  |  |